# 蘭塞特斯湖
蘭塞特斯湖（英語：Lancetes Lake），是南極洲的湖泊，位於南喬治亞群島，處於撒切爾半島北部，在1991年由英國南極名稱諮詢委員會命名，由英國海外領土管轄。